# Dolina

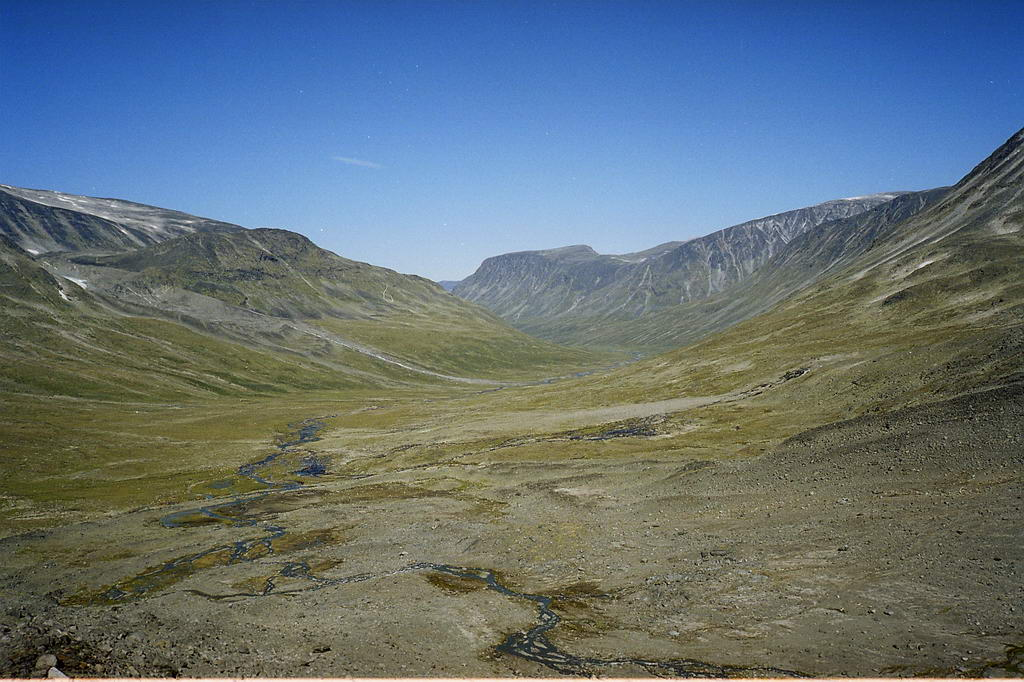
Przykład szerokiej doliny lodowcowej. Park Narodowy Jotunheimen, Norwegia.

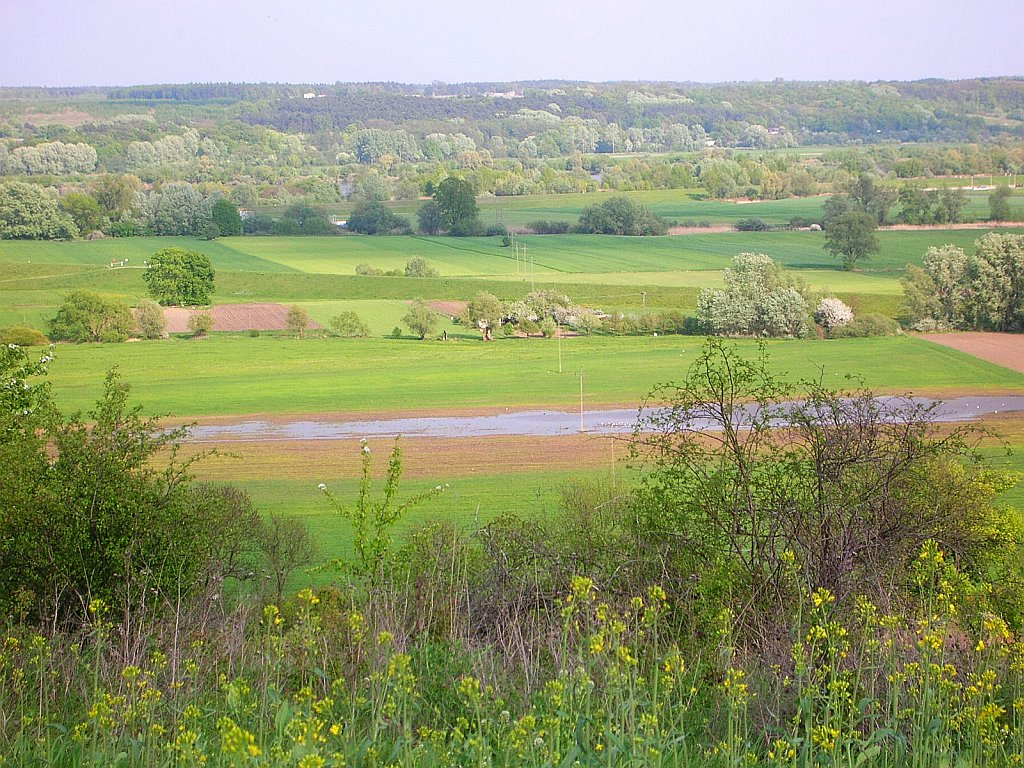
Dolina Dolnej Wisły pod Fordonem

Dolina, dolina rzeczna – wklęsła forma terenu o wydłużonym kształcie i wyraźnie wykształconym dnie, otoczona z dwóch stron wzniesieniami, najczęściej powstała w wyniku działalności rzek (erozji i akumulacji rzecznej) lub lodowców.

## Profile dolin
Profil podłużny i poprzeczny doliny kształtuje:
- erozja wsteczna lub źródlana, której wynikiem, jest stopniowe wydłużanie się rzeki i wcinanie się jej coraz dalej w obszar, z którego rzeka spływa;
- erozja denna, która powoduje, że rzeka wcina się w podłoże i z biegiem czasu płynie coraz niżej;
- erozja boczna, powodująca poszerzanie doliny na skutek podcinania zboczy;
- akumulacja, zasypująca dolinę materiałem niesionym przez wody rzeki.

Miejsce, w którym rzeka kończy swój bieg, nosi nazwę podstawy erozyjnej.
Profil podłużny doliny ma zwykle kształt linii krzywej, opadającej stromiej w górnym biegu, a coraz łagodniej w dolnym i kończącej się prawie poziomo przy podstawie erozyjnej. Jeżeli rzeka przepływa przez obszary zbudowane ze skał o różnej odporności – profil ten może ulec pewnym zakłóceniom dając różne załamania spadku. Załamania te powstają też w wyniku obniżenia się poziomu podstawy erozyjnej.
W przypadku, gdy w trakcie rozwoju doliny zmieniał się poziom podstawy erozyjnej, w zboczach doliny powstają terasy. Są to formy złożone z powierzchni na przemian płaskich i stromych, opadające schodkowo ku rzece. U wylotów dolin o znacznym spadku, wybiegających na teren płaski lub lekko tylko nachylony, tworzą się stożki napływowe, złożone z osadów rzecznych.

## Podział dolin
Rozróżniamy doliny:
- V-kształtne – przekrój w kształcie litery V - strome zbocza i wąskie dno, występują w górnym biegu rzek, powstają na skutek działania erozji wgłębnej
- U-kształtne – przekrój w kształcie litery U, występują w środkowym i dolnym biegu rzek, powstają na skutek działania erozji bocznej lub działania lodowca na dolinę V-kształtną
- płaskodenne
- zapadliskowe – powstałe w rowie tektonicznym
- fałdowe – powstałe w wyniku fałdowania (synklina)

## Klasyfikacja dolin
Ze względu na położenie osi doliny w stosunku do zalegania warstw skalnych wyróżniamy:
- konsekwentna – bieg i spadek doliny jest zgodny z upadem warstw skalnych
- subsekwentna – bieg i spadek doliny jest zgodny z biegiem warstw skalnych
- obsekwentna – bieg i spadek doliny jest przeciwny do upadu warstw skalnych
- insekwentna – bieg i spadek doliny jest niezależny od biegu i upadu warstw skalnych
- resekwentna – bieg i spadek doliny jest konsekwentny i dochodzi do doliny subsekwentnej

## Typy zasilania terenów dolinowych
- Wody powierzchniowe:
  - opad atmosferyczny → zasilanie ombrogeniczne (opadowe);
  - spływ wód z wysoczyzny, wody powodziowe → zasilanie fluwiogeniczne (wody powierzchniowe)
- Wody podziemne